# Tanel Leok
Tanel Leok (1985. június 1.) észt motorversenyző, több különböző nemzeti és nemzetközi motokrossz-bajnokság győztese.

## Pályafutása

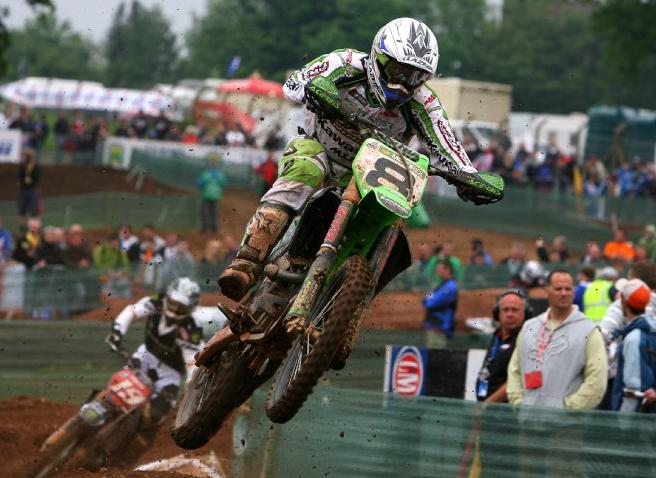
2008-ban egy brit versenyen

2000-ben a 85 cm³-es, majd 2001-ben a 125 cm³-es junior motokrossz-világbajnokság győztese volt. 2001-ben szerezte meg első felnőtt bajnoki címét is; Tanel megnyerte a 125 cm³-es német bajnokságot.
2002-ben került első komolyabb csapatához, a Vangani Racing KTM-hez. Csapattársai Tyla Rattray és Ben Townley voltak az alakulatnál. Két évet töltött a csapattal a 125 cm³-es világbajnokságon, azonban nem ért el jelentősebb sikereket ez időszak alatt.
2004-ben a Motovision Racing Suzuki versenyzője volt. Megnyert egy brit sorozatot, valamint részt vett az MX1-es világbajnokság futamain, ahol nagy figyelmet váltott ki azzal, hogy ő maradt a mezőny egyetlen versenyzője, aki kétütemű motorral indult. [forrás?]
A 2004-es év végén kétéves szerződést írt alá a Kawasaki gyári csapatával. A 2006-os szezonban négy versenyt zárt dobogós pozícióban, végül ötödik lett az összetettben. Még ez év júliusában meghosszabbította szerződését további két évvel a Kawasaki. 2007-ben megnyerte a holland MX1-es bajnokságot, 2008-ban pedig megszerezte első győzelmét a világbajnokságon. Tanel az ír nagydíjon győzött, miután második lett az első futamon, majd első a másodikon.
2008-ban a Red Bull Yamaha De Carli csapata bejelentette, hogy a többszörös MX2-es bajnok Antonio Cairoli mellett Leokal lesznek jelen a 2009-es szezonban. Az idény első versenye a kedvezőtlen időjárás miatt csak egy futamból állt. Ezen első lett, megszerezve második győzelmét a világbajnokságon. A hátralevő futamok egyikén sem tudott nyerni, és amíg Cairoli bajnokként végzett, Tanel csak hetedikként zárta a pontversenyt.
2009. szeptember 27-én aláírt a LS Motors Honda csapatához a 2010-es szezonra. Megnyerte a katalán versenyt a világbajnokságon, ezentúl második lett az olasz és a belga MX1-es bajnokságon. 2011-re újfent csapatot vált; a TM Racing Factory Team versenyzője lesz.

## Eredményei
Teljes eredménylistája az MX1-es világbajnokságon
| Év   | Csapat   | 1      | 2      | 3      | 4      | 5      | 6      | 7      | 8      | 9      | 10     | 11     | 12     | 13     | 14     | 15     | 16     | 17    | Helyezés | Pont |
| ---- | -------- | ------ | ------ | ------ | ------ | ------ | ------ | ------ | ------ | ------ | ------ | ------ | ------ | ------ | ------ | ------ | ------ | ----- | -------- | ---- |
| 2004 | Suzuki   | FLA 8  | ESP 9  | POR 16 | NED 11 | GER 9  | BEN 7  | GBR 4  | FRA 5  | ITA 10 | BEL 8  | SWE 12 | CZE 6  | WAL 5  | EUR 9  | IRL 11 | RSA 12 |       | 6.       | 356  |
| 2005 | Kawasaki | FLA 11 | ESP 25 | POR    | BEL 9  | EUR 5  | JAP 6  | GBR 13 | ITA 12 | FRA 18 | SWE 10 | RSA 11 | WAL 12 | CZE 7  | GER 5  | ENG 16 | NED Ki | IRL 5 | 11.      | 299  |
| 2006 | Kawasaki | FLA 3  | ESP 2  | POR 5  | GER 3  | JAP 5  | BUL 5  | ITA 4  | GBR 5  | SWE 12 | RSA 4  | CZE 7  | BEL 14 | IRL 9  | NED 12 | FRA 2  |        |       | 5.       | 443  |
| 2007 | Kawasaki | BEN 11 | ESP 7  | POR 12 | ITA 2  | GER 12 | JAP 14 | FRA 5  | BUL 11 | SWE 3  | ITA 9  | CZE 4  | BEL 3  | IRL Ki | GBR 6  | NED 12 |        |       | 8.       | 355  |
| 2008 | Kawasaki | NED 16 | ESP 5  | POR 9  | BUL 11 | ITA 8  | GBR 5  | FRA 9  | GER 3  | SWE 11 | RSA 9  | BEL 15 | CZE 7  | IRL 1  | BEN 14 | ITA 13 |        |       | 8.       | 352  |
| 2009 | Yamaha   | ITA 1  | BUL 7  | TUR 10 | BEN 3  | POR 6  | CAT 10 | [GBR 5 | FRA 4  | GER 7  | LAT 11 | SWE 6  | BEL 7  | CZE 9  | NED 4  | BRA 14 |        |       | 7.       | 395  |
| 2010 | Honda    | BUL 14 | LOM 12 | NED 4  | POR 6  | CAT 1  | USA Ki | FRA 8  | GER 10 | LAT 8  | SWE 12 | LIM 5  | CZE 3  | BRA 8  | BEN 6  | ITA 15 |        |       | 6.       | 356  |

## Magánélete
Apja, Arvo Leok szintén motokrossz-versenyző volt, unokatestvére, Aigar Leok pedig jelenleg is aktív versenyző a sportágban. Tanel házas, felesége Karoliina Karu. Két fiuk van: Sebastian (2007. december 3.) és Travis Leok (2010. április 14.)

## Fordítás
- Ez a szócikk részben vagy egészben  a   Tanel Leok című angol Wikipédia-szócikk fordításán alapul.  Az eredeti cikk szerkesztőit annak laptörténete sorolja fel. Ez a jelzés csupán a megfogalmazás eredetét és a szerzői jogokat jelzi, nem szolgál a cikkben szereplő információk forrásmegjelöléseként.

## Külső hivatkozások
- Hivatalos honlapja (angolul)
- Profilja a hondaproracing.com honlapon (angolul)